# دالیان (چین)
دالیان (به چینی: 大連 به انگلیسی: Dalian) یکی از شهرهای کشور جمهوری خلق چین است. جمعیت آن در سال ۲۰۰۸ میلادی برابر ۲٬۱۲۱٬۲۰۳ نفر تخمین زده شده‌است. جمعیت آن با حومه بیش از شش میلیون و دویست هزار است.
دالیان در استان لیائونینگ در شمال شرقی چین قرار گرفته‌است. اما از نظر اداری، شهری نیمه استانی و مستقل به حساب می‌آید. در مقایسه با شنیانگ مرکز استان لیائونینگ، دالیان از وجهه و شهرت بین‌المللی بیشتری برخوردار است.
ورزش(فوتبال)
فوتبال این شهر نیز در سوپر لیگ فوتبال چین از اعتبار خوبی برخوردار است.
در ۲۸ آوریل ۱۹۹۹  در نیمه نهایی جام باشگاه‌های آسیا ۹۹–۱۹۹۸ ، تیم دالیان واندا این شهر برابر تیم استقلال ایران قرار گرفت ؛ که علیرغم تلاش تیم شهر دالیان برای کامبک مسابقه ، در نهایت با گل طلایی علی موسوی ۴-۳ مغلوب این تیم تهرانی شد.

## آب و هوای دالیان
شهر دالیان چین تحت تأثیر بادهای موسمی قرار داشته و آب و هوایی شرجی-قاره‌ای دارد. از ویژگی‌های این نوع آب‌وهوا می‌توان به تابستان‌های گرم و مرطوب و بادهای موسمی آسیای شرقی و نیز، زمستان‌های سرد، طوفانی و خشک اشاره کرد.

## نگارخانه

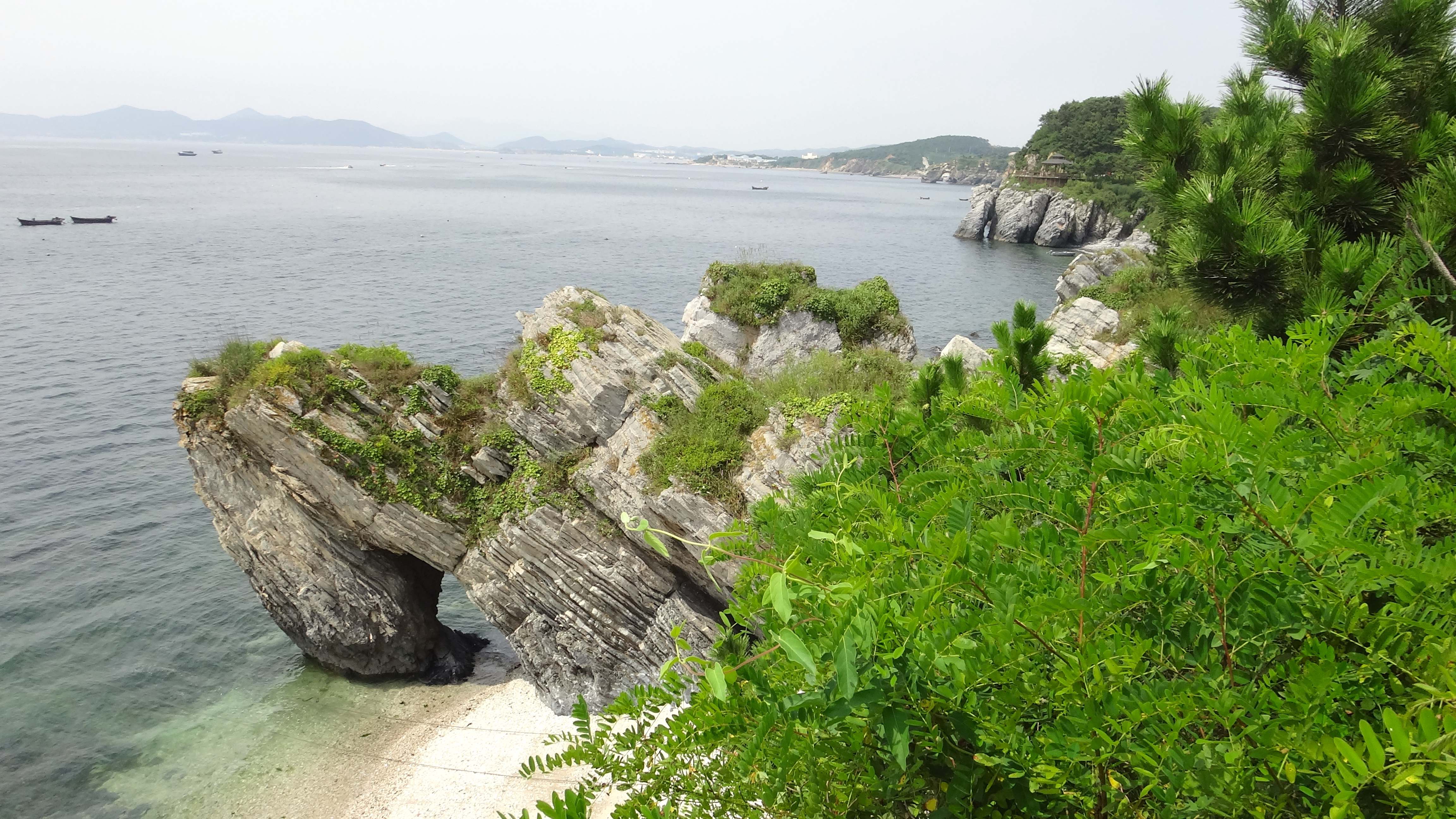
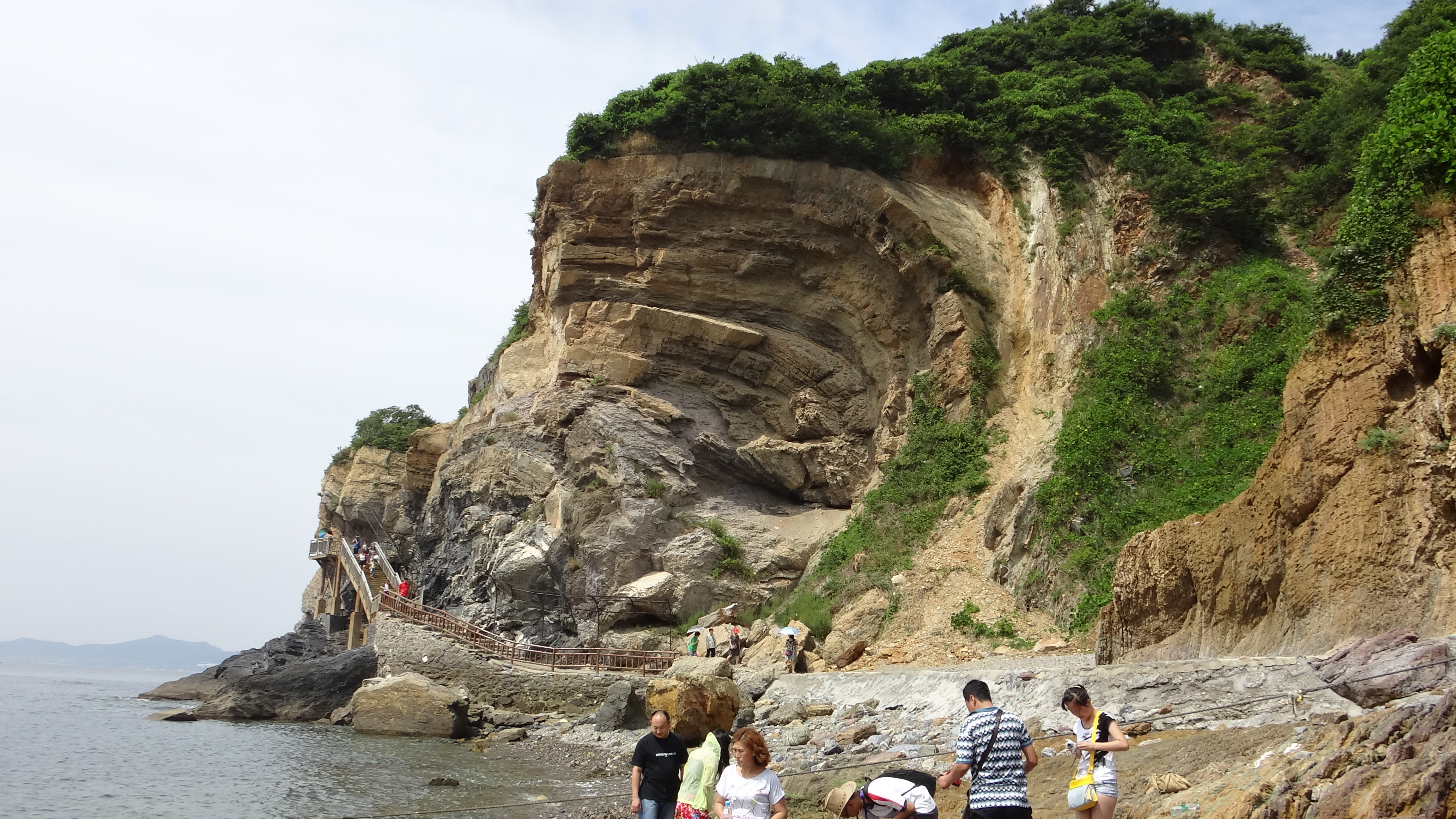
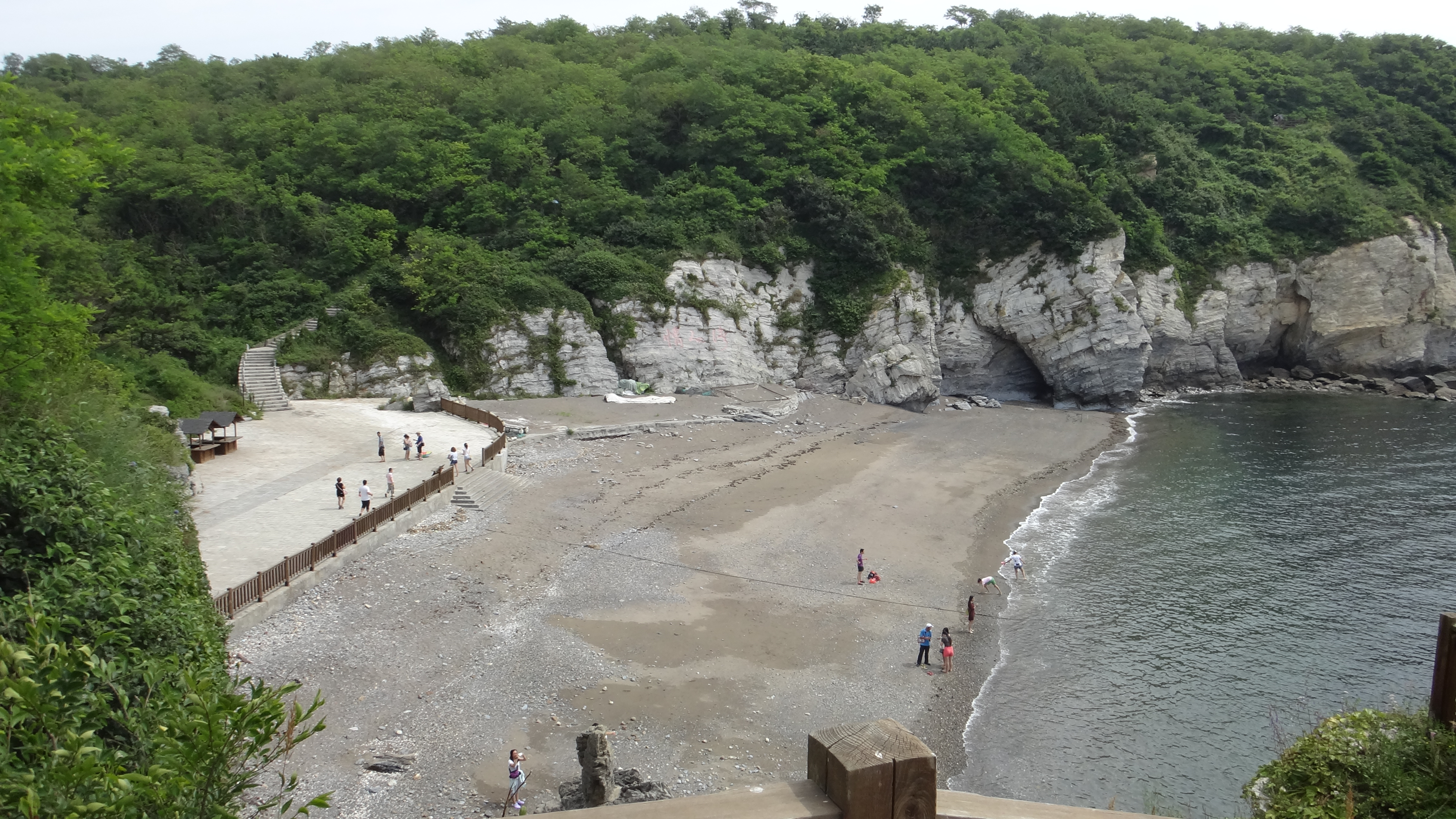
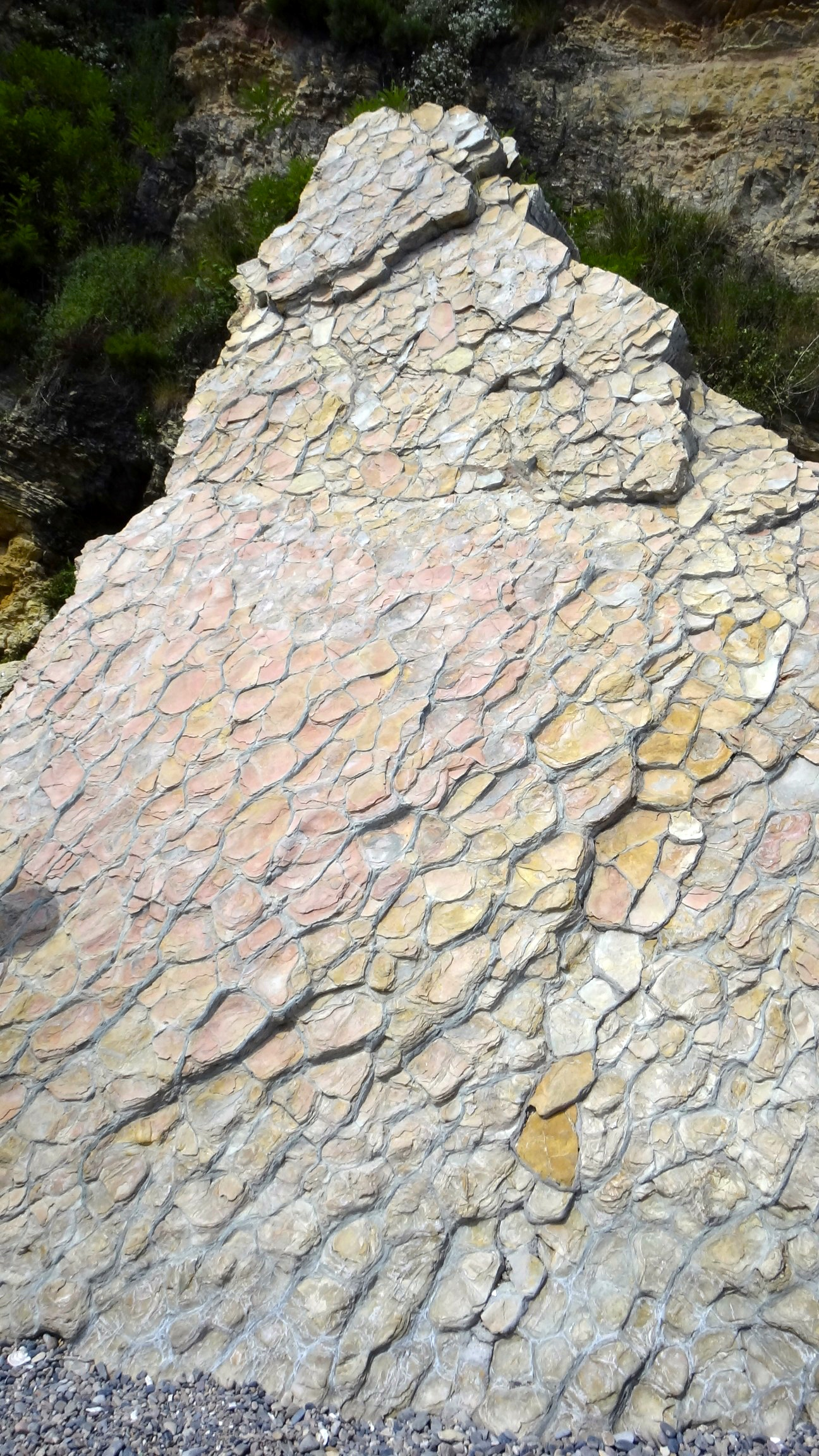
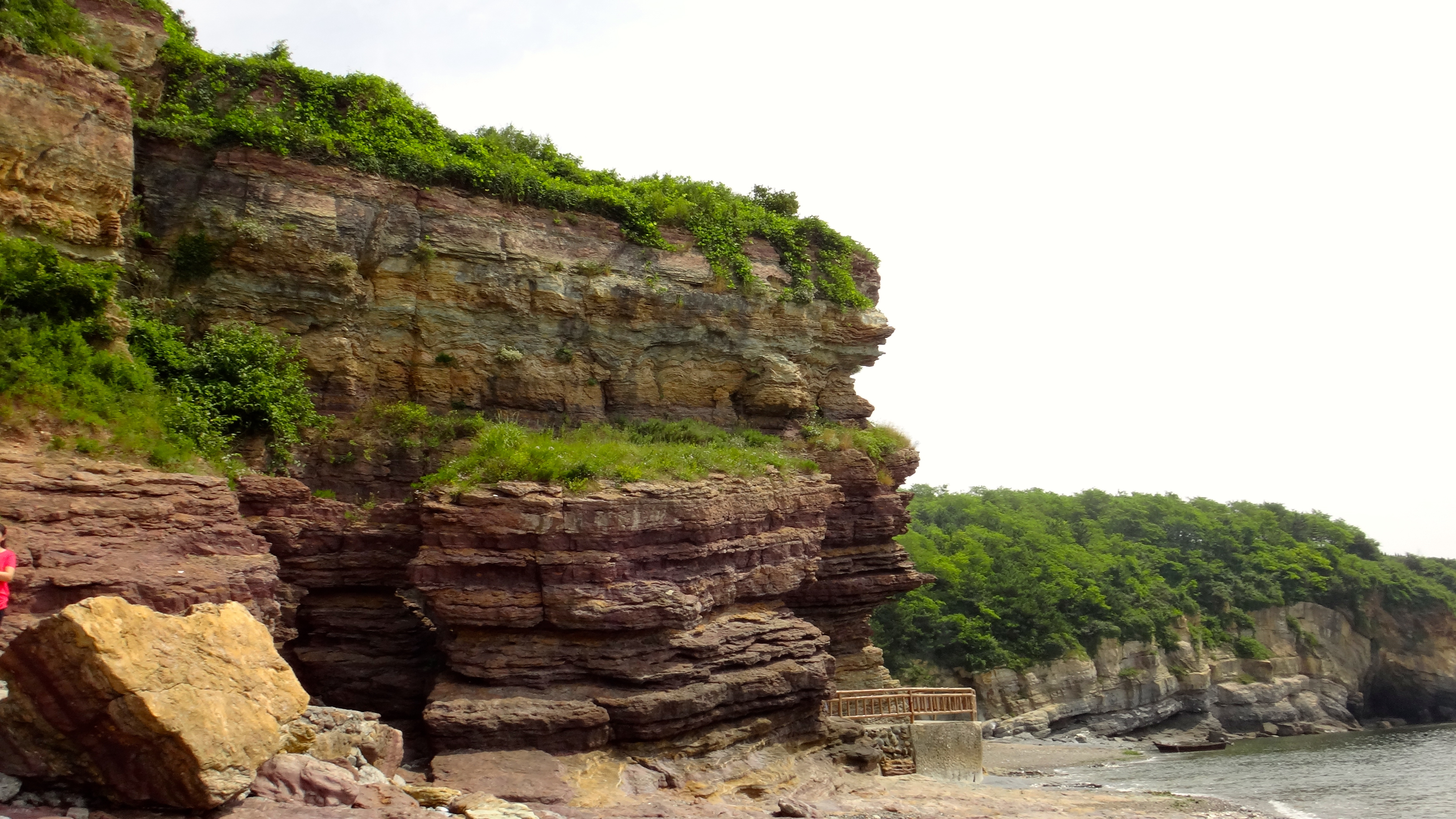
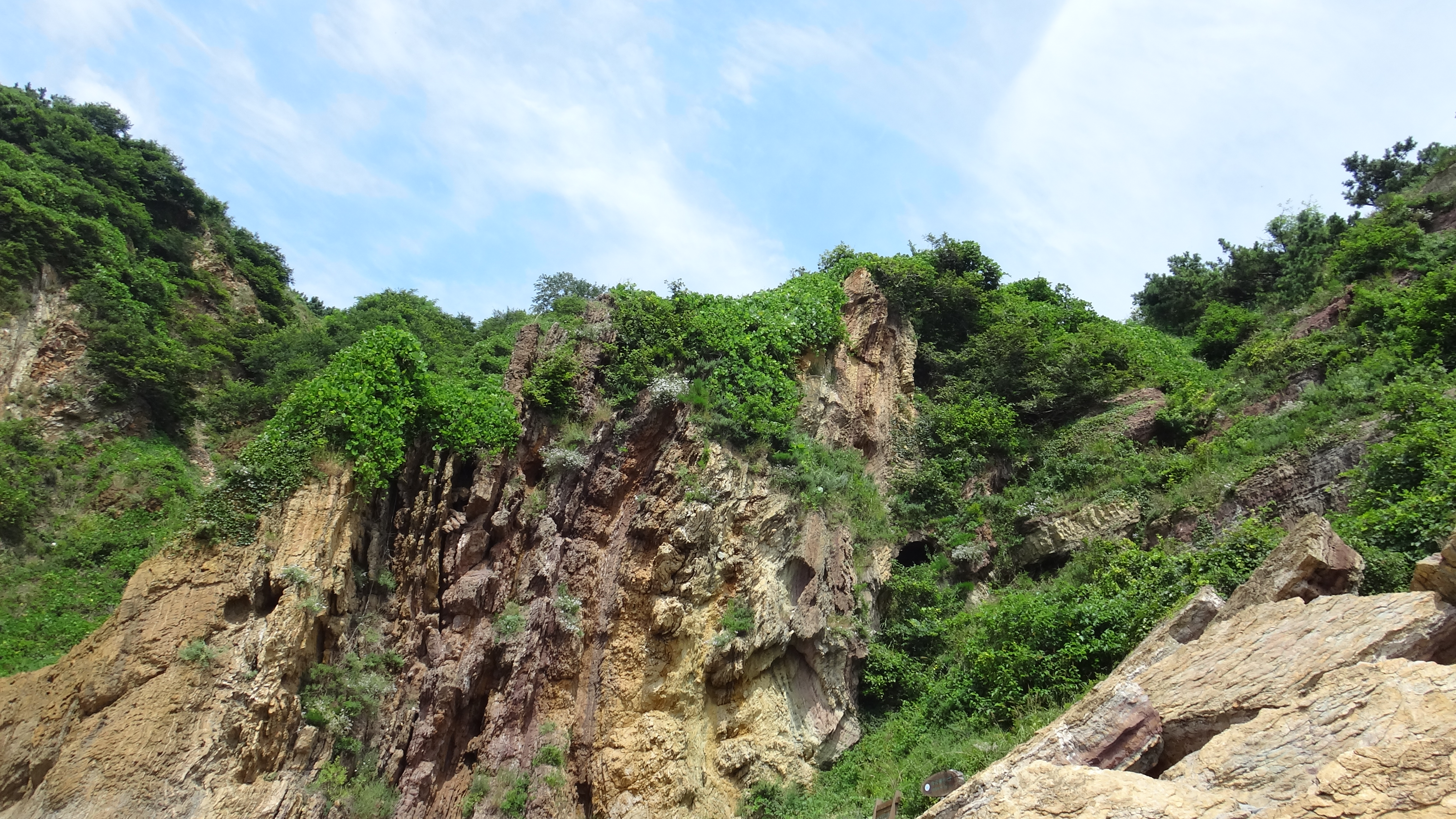
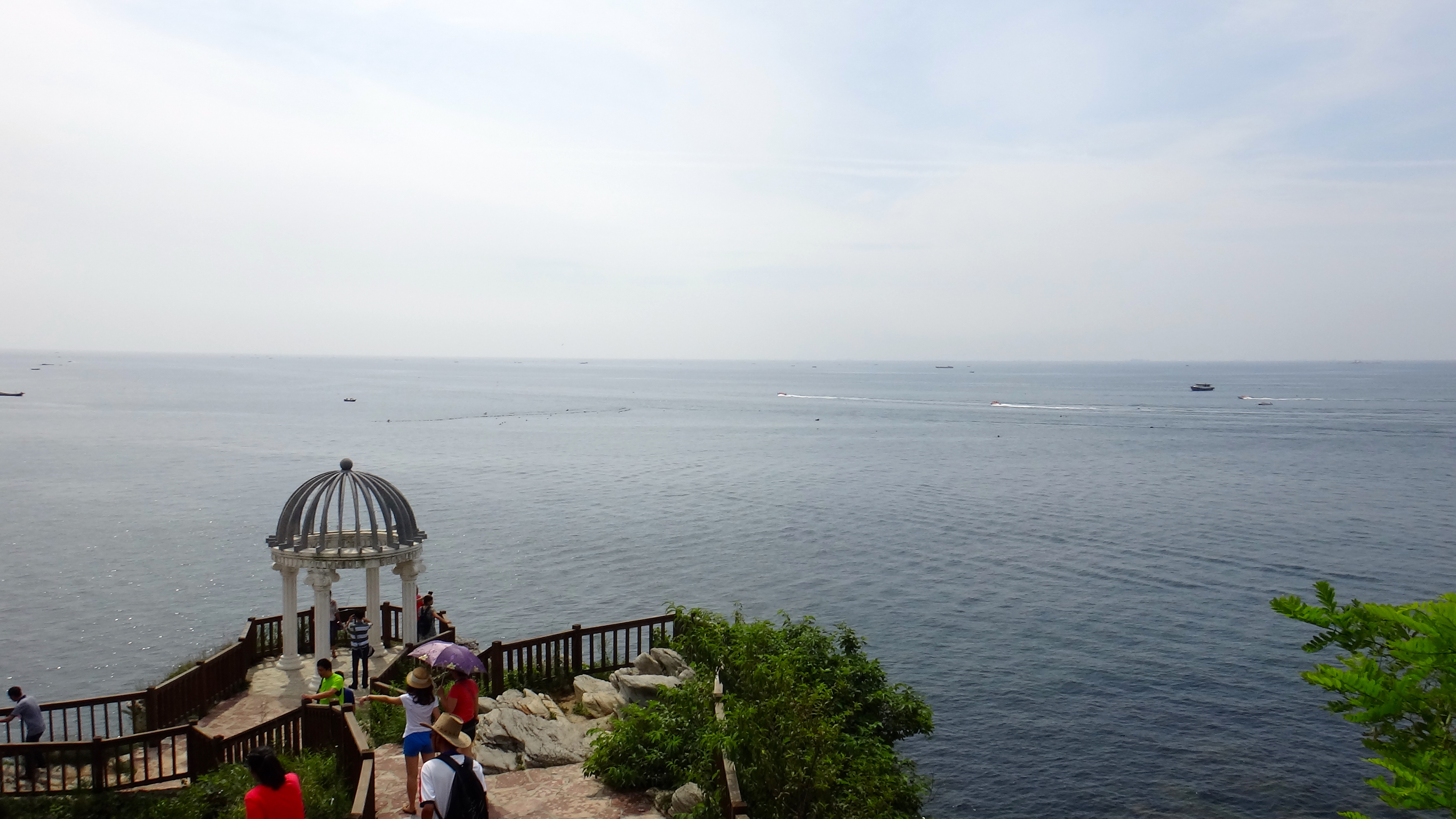
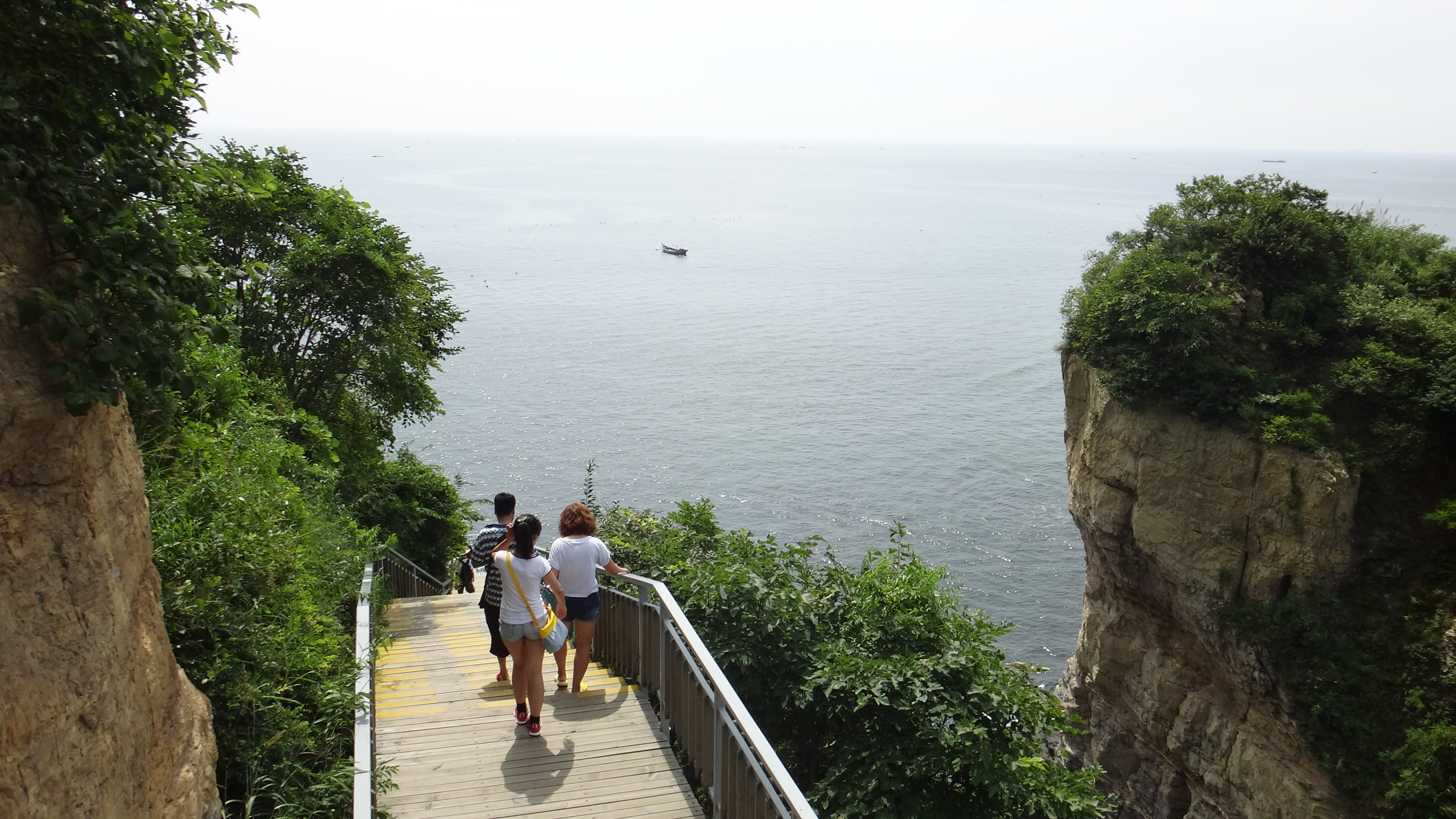
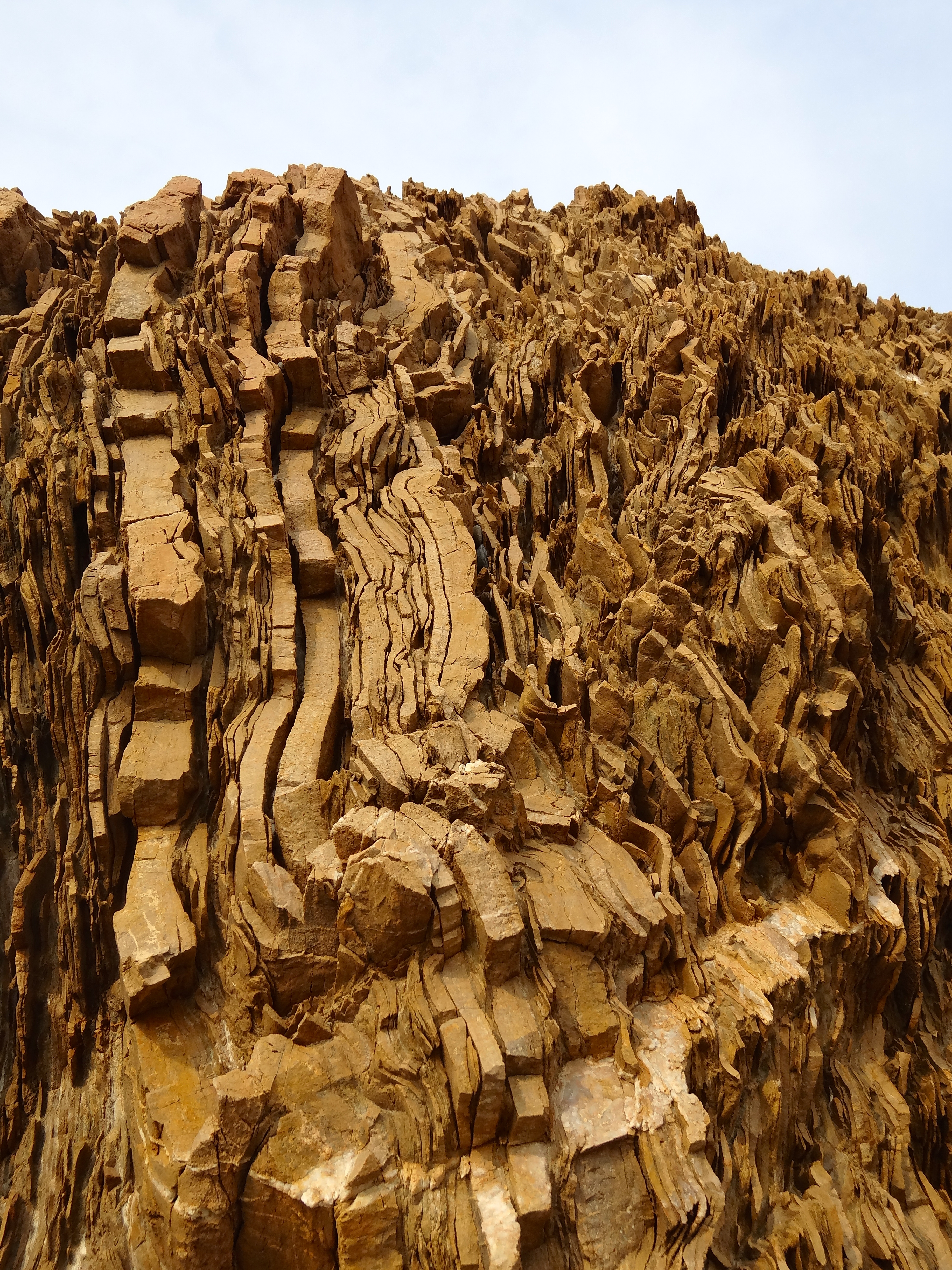
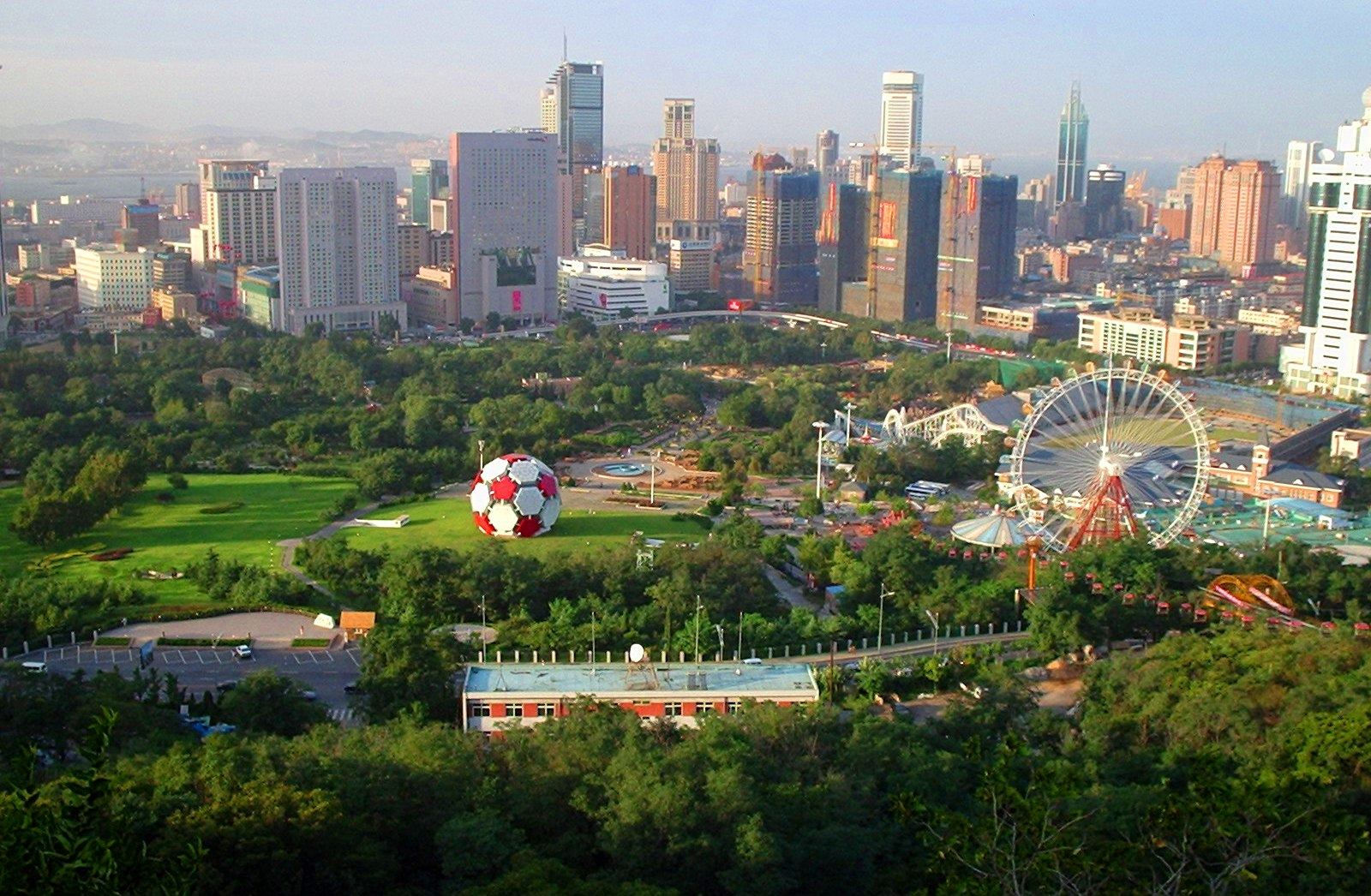
نمای عمومی دالیان از هوا
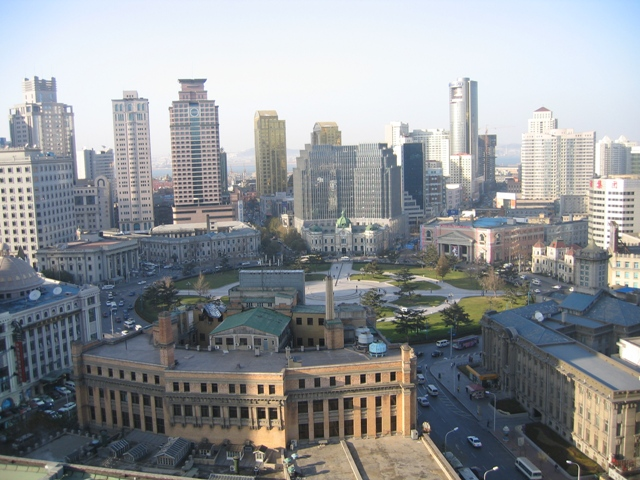
مرکز شهر دالیان